# 1937 en philosophie
Chronologie de la philosophie
- 1933
- 1934
- 1935
- 1936
- 1937
- 1938
- 1939
- 1940
- 1941

L’année 1937 a été marquée, en philosophie, par les événements suivants :

## Publications
- Witchcraft, Oracles and Magic Among the Azande, d'Evans-Pritchard.
- The Structure of Social Action, de Talcott Parsons.
- The Intelligent Woman's Guide to Socialism and Capitalism, de Bernard Shaw.
- The Emotive Meaning of Ethical Terms, de Charles Stevenson.

## Naissances
- 17 janvier : Alain Badiou
- 5 juin : Hélène Cixous
- 19 juin :  André Glucksmann
- 3 juillet : Tom Stoppard
- 4 juillet : Thomas Nagel

## Décès
- 6 mars : Rudolf Otto, né en 1869, mort à 67 ans.
- 27 avril : Antonio Gramsci, né en 1891, mort à 46 ans.
- 28 mai : Alfred Adler, philosophe autrichien, né en 1870, mort à 67 ans.
- 28 juin : Max Adler, philosophe et sociologue autrichien, né en 1873, mort à 64 ans.